# Quadrato eteromagico
Si dice quadrato eteromagico di ordine n (intero positivo) una collocazione degli interi da 1 a n² in una matrice quadrata, tale che le somme delle entrate delle righe, delle colonne e delle due diagonali siano tutte diverse. Queste matrici iniettive vengono chiamate anche eteroquadrati. Di quadrati eteromagici non ne esiste alcuno di ordine 2, ma ne esistono per ogni ordine n ≥ 3. Esempi per gli ordini 3, 4 e 5 sono
{\displaystyle {\begin{matrix}1&2&3\\8&9&4\\7&6&5\end{matrix}}\qquad \qquad {\begin{matrix}2&1&3&4\\5&6&7&8\\9&10&11&12\\13&14&15&16\end{matrix}}\qquad \qquad {\begin{matrix}1&2&3&4&5\\16&17&18&19&6\\15&24&25&20&7\\14&23&22&21&8\\13&12&11&10&9\end{matrix}}}
Vi sono due semplici procedimenti che consentono di costruire rispettivamente quadrati eteromagici di ordine dispari e pari; proprio con tali procedimenti sono stati costruiti gli esempi precedenti. Per n dispari si collocano i successivi interi nelle caselle incontrate procedendo a spirale a partire, ad esempio, dalla casella superiore più a sinistra. Se n è pari si collocano i successivi interi procedendo sulle successive righe da destra a sinistra, e quindi scambiando l'1 con il 2.
Si è abbastanza convinti che vi siano esattamente 3120 quadrati eteromagici di ordine 3 essenzialmente diversi, cioè non riconducibili ad un altro applicando una delle simmetrie del quadrato. 
Casi molto particolari di quadrati eteromagici sono i quadrati antimagici, quadrati per i quali le 2n + 2 somme forniscono altrettanti interi consecutivi.